# شجرة البدوي
شجرة البدوي أو شجرة زيتون الولجة تعتبر من أقدم أشجار الزيتون في فلسطين والعالم،  تقع في بيت لحم، ويقدر عمرها بنحو خمسة آلاف سنة.

## الموقع
تقع في منطقة وادي جويزة التابعة لقرية الولجة في غرب محافظة بيت لحم، جنوب غربي مدينة القدس.
تغطي الشجرة مساحة أكثر من 250 مترا مربعا، ويمتد ارتفاعها إلى نحو 13 مترا، وجذورها إلى نحو 25 مترًا تحت الأرض، وفقا لوزارة الزراعة الفلسطينية.

## الأسماء
يطلق عليها أسماء "زيتونة البدوي" و"أم الزيتون" و"عروس فلسطين".